# Distrito de Chile
Los distritos de Chile fueron divisiones político-administrativas establecidas originalmente mediante la Constitución de 1833, como la más pequeña del país, después de las provincias, departamentos y subdelegaciones, todas destinadas al Gobierno y administración interior. Estos territorios eran regidos por un inspector, bajo las órdenes de un subdelegado, que además lo nombra o remueve de su cargo según su criterio, no sin antes informar al gobernador departamental. Esta figura de distritos se comenzó a afianzar con la Ley de Comuna Autónoma de 1891, y se mantuvo en la nueva Constitución de 1925.
En 1989 resurgieron los distritos pero esta vez como división electoral, al término de la dictadura militar, con la creación del sistema binominal, que estableció un sistema bicameral conformado por la Cámara de Diputados de Chile y el Senado de Chile, con una elección de dos diputados por distrito y dos senadores por cada circunscripción electoral. Los distritos volvieron a cambiar drásticamente en 2018 luego de que el sistema bicameral fuera sustituido por el sistema D'Hondt.